# Stadion An der Alten Försterei
Stadion An der Alten Försterei är en fotbollsarena i Tysklands huvudstad Berlin. Den har varit hem för fotbollslaget 1. FC Union Berlin och dess föregångare sedan den öppnades 1920.
Arenan renoverades senast 2009 och byggdes ut 2013. Delar av ombyggnadsarbetet utfördes av över 2 300 Union Berlin-supportrar som erbjöd sina tjänster. Under ligamatcher har arenan en total kapacitet på 21 717 inkluderande 3 807 sittplatser medan resten av arenan är ståplats.
Arenan är också känd för evenemang likt det årligen återkommande "Weihnachtssingen" (Julsångskväll) och "WM-Wohnzimmer" (Världsmästerskapsvardagsrum) 2014.

## Historia

### 1920-1966
1920 var SC Union Oberschöneweide (föregångaren till dagens 1.FC Union Berlin) tvungna att hitta en ny hemmaarena för att deras tidigare spelplan blivit bebyggd med bostadshus. Klubben flyttade lite längre ut från staden till den nordvästra delen av förorten Köpenick. Den nya arenan öppnades officiellt i augusti 1920 med en match mellan Oberschöneweide och de tyska mästarna 1. FC Nürnberg (1:2). Första matchen på Alte Försterei hade spelats redan den 17 mars när Union tog emot Viktoria 89 Berlin, en känd klubb som vunnit tyska mästerskapen tre gånger runt sekelskiftet, för en träningsmatch.

### 1966-idag

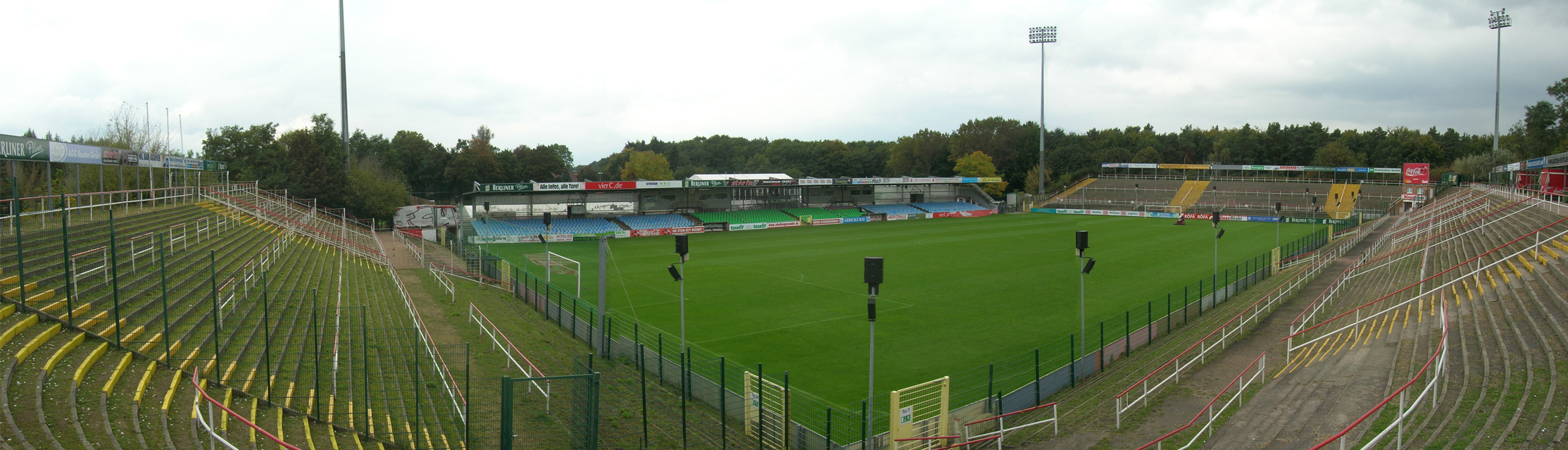
Arenans utseende 1983-2008

När Union blev uppflyttade till DDR-Oberliga (den högsta ligan i Östtyskland) 1966 behövde arenan expanderas. Första gången den byggdes ut var 1970 när Gegengeradeläktaren restes. Med fortsatta expansioner av läktarna på båda sidor under sent 1970-tal och tidigt 1980-tal ökade kapaciteten än mer till 22 500.
Men för de något spartanska faciliteterna på Alte Försterei hade åldern snabbt börjat ta ut sin rätt. Klubben kunde inte underhålla den kostsamma arenan ordentligt när publiken, likt de flesta klubbar i öst och väst, inte kom i samma utsträckning som tidigare. Senare, efter Tysklands återförening, när det tyska fotbollsförbundet tilldelade Union en plats i tredjeligan visade sig den gamla arenan bara vara en av flera faktorer som hämmade klubbens försök att klättra i ligasystemet.   
Före ombyggnaden 2008 var läktarna i så dåligt skick att dess användning var villkorad till att kapaciteten skulle sänkas till 18 100 åskådare. Under sent 1990-tal var Union endast tillåtna att fortsätta spela på Alte Försterei med en speciell temporär licens. Den tyska fotbollsligan (DFL) slutade förnya denna licens 2006 då man menade att arenan snart inte skulle kunna vara värd för några matcher i de tyska topp 3-ligorna. Klubben var då tvungen att ta beslut om att renovera Alte Försterei eller göra en permanent flytt till en annan arena. Att byta arena var något som osannolikt hade godkänts av supportrarna som ser arenan som klubbens själsliga hem.

## Renovering

### Fas 1

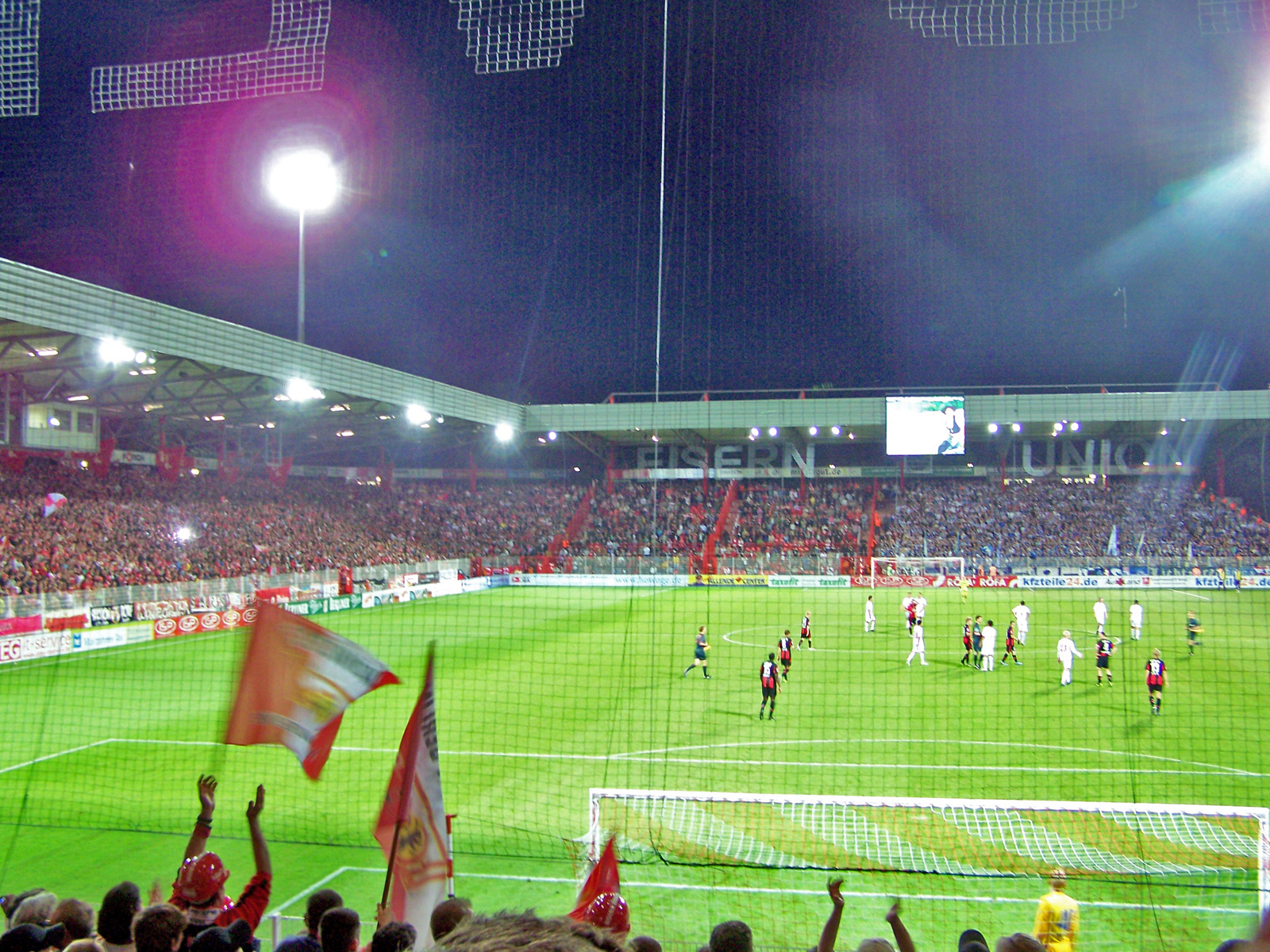
Öppningsmatchen på den renoverade arenan.

Under slutet av 1990-talet började planerna för Unions nya hem dras upp. Efter flera år av planering och diskussion av olika förslag startade renoveringen av Alte Försterei vid slutet av säsongen 2007/08. Samtidigt som man ersatte den sönderfallande sten- och slaggläktaren med betong och installation av tak över tidigare öppna läktare gjordes även flera mindre förbättringar, så som installation av ett nytt områdesstängsel, nya stolar på huvudläktaren och planuppvärmning, även en ny digital resultattavla installerades (fast den kända gamla manuella resultattavlan i hörnet mellan Gegengerade läktaren och Zuckertor har bevarats). Större delen av arbetet utfördes av över 2 300 frivilliga supportrar. Professionella firmor kallades bara in när komplicerade uppgifter skulle utföras, som installationen av det fribärande taket.  
Efter att ha spelat sina hemmamatcher på Jahn-Sportpark i Berlins Prenzlauer Berg distrikt under säsongen 2008/09 öppnades återigen arenan den 8 juli 2009, i tid för en vänskapsmatch mot Berlinkonkurrenten Hertha BSC.      

### Fas 2
Från början var den andra fasen av ombyggnationen planerad till 2010 men startade inte förrän i maj 2012 med rivningen av den gamla huvudläktaren. Grundstenen för den nya läktaren med en kapacitet på 3 617 lades på plats den följande månaden. Arbetet med den nya läktaren stod klart under sommaren 2013 och då invigdes hela den renoverade arenan med en vänskapsmatch mot Celtic FC. 
Den nya byggnaden som är 100,5 m bred och 23,5 m hög innehåller också media och andra funktionella faciliteter. Kostnaden för bygget planerades till 15 miljoner € av vilka 2 miljoner betalades av klubben. Sponsorer bidrog med 10 miljoner och ytterligare 3 miljoner kom från ett holdingbolag bildat för att äga och driva arenan vars aktier gjordes tillgängliga för allmänheten. Över fyra tusen medlemmar från klubben och sponsorer köpte aktier i företaget för 2,7 miljoner €. 
I sin nya form var arenan slutsåld för första gången den 31 augusti 2013 när 21 717 åskådare såg Union besegra FC St. Pauli med 3-2.